# Bahman Jalali

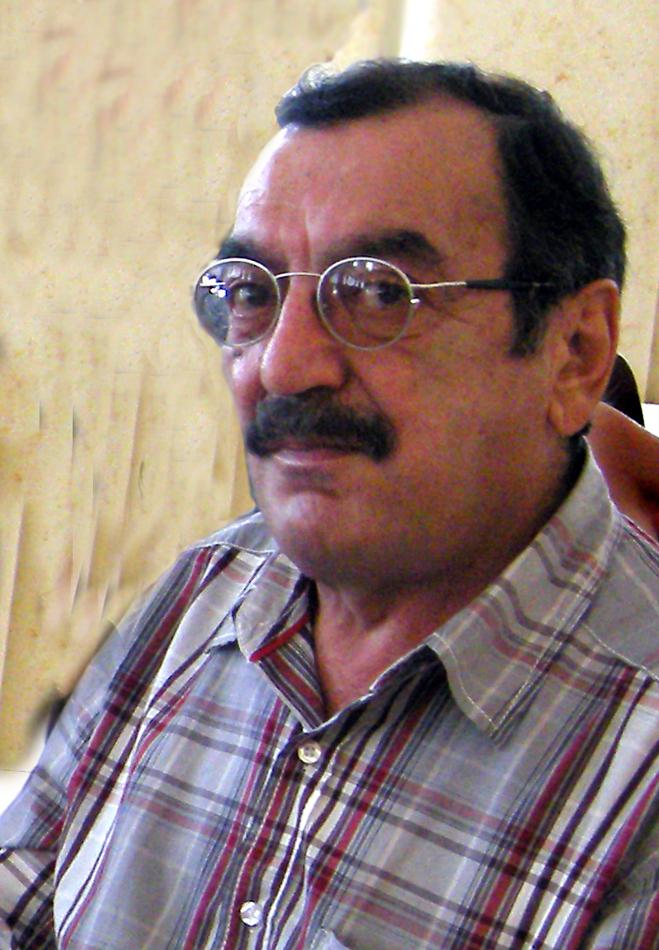
Bahman Jalali (2009)

Bahman Jalali, auch Dschalali (* 1944 in Teheran, Iran; † 15. Januar 2010 ebenda) war ein iranischer Fotograf und Hochschullehrer für Fotografie.

## Leben
Jalali studierte in den 1960er Jahren in seiner Heimatstadt Politik- und Wirtschaftswissenschaften und schloss an der damaligen Melli Universität, der Nationalen Universität (heute Schahid-Beheschti-Universität), mit einem Grad in Wirtschaftswissenschaften ab. Er brachte sich die Fotografie selbst bei und begann 1972 als Fotograf bei der Zeitschrift Tamasha. 1974 ging er für zwei Jahre nach Großbritannien, um dort zu arbeiten. In dieser Zeit wurde er Mitglied der Royal Photographic Society und besuchte die John Vickers School of Photography in London.
Mit 31 Jahren wurde Jalali in Teheran der Leiter der Fotografischen Abteilung von Saroush Press, der Nationalen Iranischen Rundfunk- und Fernsehanstalt und arbeitete dort bis 1991. An den folgenden Jahren, in welchen er an den verschiedensten Institutionen Irans das Fach Fotografie lehrte, entstanden zahlreiche Fotoserien, in welchen er das Alltagsleben seiner Heimat festhielt. Bekannte Reihen sind Fishermen aus den Jahren 1974 bis 1989, Architekturfotografien z. B. über die Hafenstadt Buschir (1974–1976) oder über Wüstenarchitektur aus den Jahren 1977 bis 1991. Große Aufmerksamkeit wurden, auch international, seinen Serien zur Islamischen Revolution der Jahre 1978 und 1979 und zum Ersten Golfkrieg von 1980 bis 1988 geschenkt. In den Jahren von 2003 bis 2006 entstand seine Reihe Image of Imaginations in welcher er Blumendarstellungen mit alten Fotografien und Kalligrafien kombinierte.
Jalali gehörte zu den Initiatoren des ersten Fotografiemuseums des Iran in Teheran, des Akskhaneh Shahr. Dort war er unter anderem als Berater und als Kurator von Ausstellungen tätig. Ebenso war er Mitglied der Redaktion der Fotozeitschrift Aksnameh.
2009/2010 wurde Jalali in Deutschland wegen seiner Erkrankung an Bauchspeicheldrüsenkrebs behandelt. Er kehrte nach Teheran zurück und verstarb dort am 15. Januar 2010.

## Ausstellungen
Einzelausstellungen
- 2001: Regards Persians, Paris; A Glimpse of Iran, Internationale Filmfestspiele Thessaloniki
- 2004: Persian Silver, Katherine E. Nash Gallery, Minneapolis, Minnesota, USA
- 2004: Regard sur les femmes d'Iran, Europäisches Parlament und Rathaus, Brüssel, Belgien
- 2005: Slide Show Image of Imaginations, Kunstmuseum Nantes, Frankreich und 2006 bei den 52. kurzfilmtagen in Oberhausen
- 2007: Retrospektive Bahman Jajali, kuratiert von Catherine David, Fundació Antoni Tàpies, Barcelona; 2009 durch Camera Austria im Kunsthaus Graz, Graz
- 2008: As a Homage to 165 Years of Photography in Iran, Silk Road Gallery, Teheran
- 2011: Retrospektive zum Preis Spectrum-Internationaler Preis für Fotografie der Stiftung Niedersachsen im Sprengel-Museum, Hannover

Gruppenausstellungen
- 2004: Paris Photo, Paris
- 2005: Iran...Teheran... 7 photographes de ce temps, Galerie Baudoin Lebon, Paris
- 2006: Word into Art, British Museum, London
- 2008: Living Traditions: Contemporary Art from Afghanistan, Pakistan and Iran, Königinnenpalast, Bagh-e-Babur, Kabul, Afghanistan